# Germania (provincia romana)
La Germania (ovvero la Germania magna dei Latini) era il nome della provincia romana costituita dopo le prime campagne di Druso del 12-9 a.C., sotto l'imperatore romano Augusto, ad oriente del fiume Reno, nei territori che i Romani identificarono con il nome di Germania Magna (in corrispondenza degli attuali Paesi Bassi e Germania). Della sua esistenza parla esplicitamente Dione. Il suo confine orientale avrebbe dovuto coincidere con il fiume Elba, fino a comprendere il potente regno boemo dei Marcomanni di Maroboduo (vedi voce occupazione romana della Germania sotto Augusto).
Cessò di esistere solo 20 anni più tardi, nel 9 d.C. in occasione della disfatta di Publio Quintilio Varo nella battaglia della foresta di Teutoburgo.

## Statuto
Non conosciamo con certezza quale possa essere stata la forma di amministrazione della neo-provincia romana di Germania tra il 9 a.C. ed il 9 d.C. prima della clades variana. È possibile che fosse soggetta direttamente al Legatus Augusti pro praetore della Gallia Belgica ed amministrata da un suo Procurator Augusti che ne controllava i territori tra Reno e Weser (fino al 5) e poi tra Reno ed Elba dopo le campagne di Tiberio del 5 d.C.
| EVOLUZIONE DELLE PROVINCE    | EVOLUZIONE DELLE PROVINCE                                                     | EVOLUZIONE DELLE PROVINCE                                                     | EVOLUZIONE DELLE PROVINCE                                                     | EVOLUZIONE DELLE PROVINCE                                                     | EVOLUZIONE DELLE PROVINCE                                                     | EVOLUZIONE DELLE PROVINCE                                                     | EVOLUZIONE DELLE PROVINCE                                                     |
| ---------------------------- | ----------------------------------------------------------------------------- | ----------------------------------------------------------------------------- | ----------------------------------------------------------------------------- | ----------------------------------------------------------------------------- | ----------------------------------------------------------------------------- | ----------------------------------------------------------------------------- | ----------------------------------------------------------------------------- |
| prima della conquista romana | Gallia transalpina (Galli)                                                    | Gallia transalpina (Galli)                                                    | Gallia transalpina (Galli)                                                    | Gallia transalpina (Galli)                                                    | Gallia transalpina (Galli)                                                    | Germania Magna (Germani)                                                      | Germania Magna (Germani)                                                      |
| dal 50 a.C.                  | Belgica                                                                       | Belgica                                                                       | Belgica                                                                       | Belgica                                                                       | Belgica                                                                       | Germania Magna (Germani)                                                      | Germania Magna (Germani)                                                      |
| dal 16 a.C.                  | Gallia Belgica (provincia romana)                                             | Gallia Belgica (provincia romana)                                             | Gallia Belgica (provincia romana)                                             | Gallia Belgica (provincia romana)                                             | Gallia Belgica (provincia romana)                                             | Germania Magna (Germani)                                                      | Germania Magna (Germani)                                                      |
| dal 12 a.C. al 7 a.C.        | Gallia Belgica (ampliata con il distr. militare della Germania fino al Weser) | Gallia Belgica (ampliata con il distr. militare della Germania fino al Weser) | Gallia Belgica (ampliata con il distr. militare della Germania fino al Weser) | Gallia Belgica (ampliata con il distr. militare della Germania fino al Weser) | Gallia Belgica (ampliata con il distr. militare della Germania fino al Weser) | Gallia Belgica (ampliata con il distr. militare della Germania fino al Weser) | Gallia Belgica (ampliata con il distr. militare della Germania fino al Weser) |
| dal 7 a.C. al 4 d.C.         | Gallia Belgica                                                                | Gallia Belgica                                                                | Gallia Belgica                                                                | Gallia Belgica                                                                | Gallia Belgica                                                                | Germania (provincia romana fino al Weser)                                     | Germania (provincia romana fino al Weser)                                     |
| dal 4 al 9 d.C.              | Gallia Belgica                                                                | Gallia Belgica                                                                | Gallia Belgica                                                                | Gallia Belgica                                                                | Gallia Belgica                                                                | Germania (provincia romana fino all'Elba)                                     | Germania (provincia romana fino all'Elba)                                     |
| dal 17 d.C.                  | Gallia Belgica (di cui facevano parte)                                        | Gallia Belgica (di cui facevano parte)                                        | Gallia Belgica (di cui facevano parte)                                        | Germania inf. (distr.militare)                                                | Germania sup. (distr.militare)                                                | Germania Magna (andata perduta)                                               | Germania Magna (andata perduta)                                               |

## Storia

### L'avanzata romana (12 a.C.-3 d.C.)

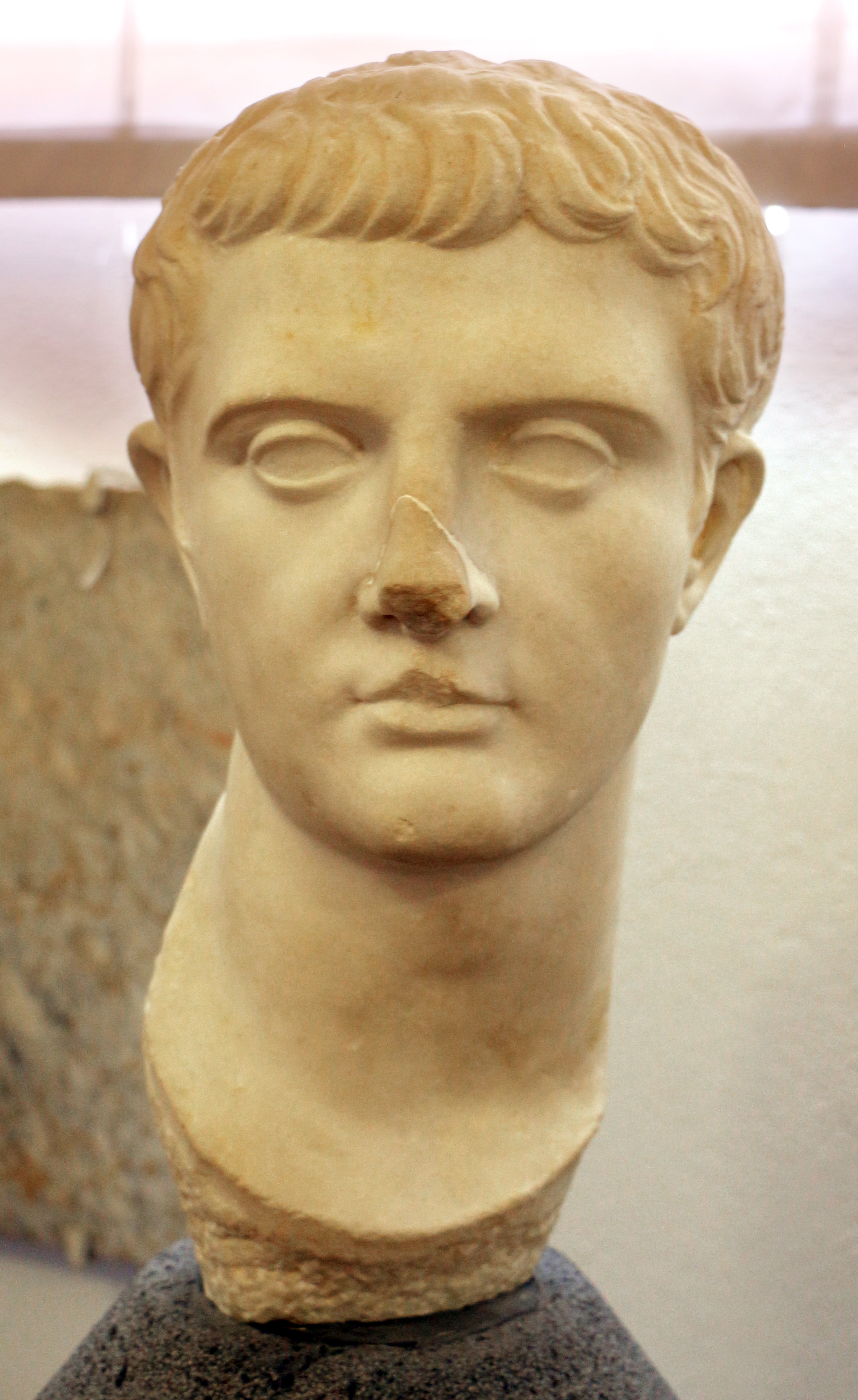
Busto del giovane generale Druso maggiore, figliastro di Augusto e fratello del futuro imperatore Tiberio.

Nel corso di quasi 20 anni di campagne militari ininterrotte (dal 12 a.C. al 5 d.C.) i suoi confini orientali furono ampliati e spostati più ad est, dal fiume Weser al fiume Elba.
Sappiamo infatti che dopo le prime campagne di Druso maggiore del 12-9 a.C. (di cui rimane la costruzione del canale artificiale della fossa drusiana), quelle successive condotte prima da Tiberio nell'8-7 a.C. e poi da altri generali di Augusto, portarono alla sottomissione dei territori germanici fino al fiume Weser, che Velleio Patercolo racconta furono ridotti "quasi" allo stato di provincia tributaria. Ara Ubiorum ne diventava la sede religiosa della nuova provincia germanica, ancora in fase di costituzione (come Lugdunum lo era per le tre Gallie).
Nel corso della prima campagna del 12 a.C., Druso per prima cosa respinse un'invasione di Sigambri e dei loro alleati Tencteri e Usipeti. Penetrò all'interno del territorio germano, passando per l'isola dei Batavi (probabili alleati di Roma) e devastò le terre di Usipeti e Sigambri. Dopo aver disceso con una flotta il Reno in direzione del Mare del Nord (grazie anche alla costruzione di un canale artificiale, la fossa Drusi), si rese alleati i Frisi e penetrò nel territorio dei Cauci fino oltre l'Amisia (l'attuale Ems, dove potrebbe aver costituito un punto di attracco).

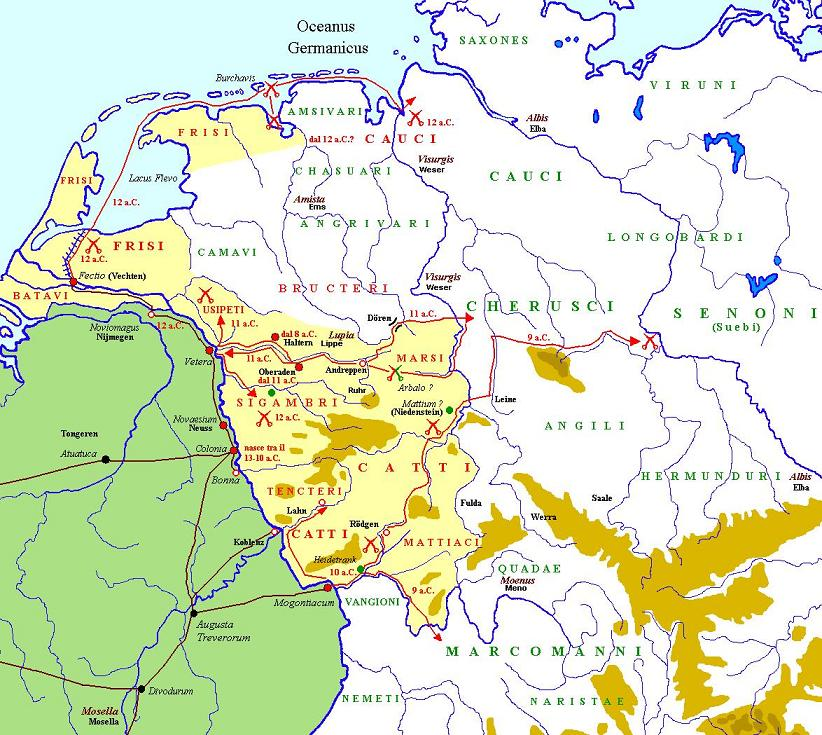
Le campagne di Druso maggiore in Germania dal 12 al 9 a.C.

Nell'11 a.C. Druso operò più a sud, affrontando e battendo per primi il popolo degli Usipeti. Gettò un ponte sul fiume Lupia, l'attuale Lippe (che si trova di fronte a Castra Vetera, l'odierna Xanten) ed invase il territorio dei Sigambri (assenti poiché in lotta con i vicini Catti), costruendovi alcune fortezze (tra cui la latina Aliso); si spinse, infine, nei territori di Marsi e Cherusci, fino al fiume Visurgis, l'odierno Weser. Sulla strada del ritorno fu assalito dai Germani, presumibilmente nelle strette gole e folte foreste dei Marsi, e per poco non fece la fine del suo successore Publio Quintilio Varo, sconfitto nella battaglia della foresta di Teutoburgo, se non fosse stato per la sua tempra ed abilità di generale come ci racconta lo storico Cassio Dione Cocceiano.
Nel 10 a.C. operò ancora più a sud, dalla fortezza legionaria di Mogontiacum (l'odierna Magonza) prima contro i Mattiaci e poi contro i Catti, devastando le loro terre, costruendovi alcune fortezze, tra cui quella di Rödgen, costruì un ponte a Bonna, rafforzandolo con una flotta lungo il Reno (Classis Germanica).
Nel 9 a.C. costrinse alla resa prima i Marcomanni (che in seguito a questi avvenimenti decisero di migrare in Boemia), poi la potente tribù dei Catti ed alcune popolazione suebe limitrofe (probabilmente gli Ermunduri) oltre ai Cherusci, e si spinse dove nessun altro romano era giunto mai, al fiume Elba. Morì poco dopo, davanti agli occhi del fratello, Tiberio Claudio Nerone, accorso al suo capezzale, per una banale caduta da cavallo.
Gli insediamenti principali della nuova provincia furono le fortezze legionarie di Marktbreit; a sud, lungo il fiume Meno, di Anreppen ed Haltern (l'antica Aliso, ora capitale amministrativa della nuova provincia), oltre ai forti ausiliari di Oberaden (in passato fortezza legionaria), Waldgirmes, Rödgen (base di rifornimento) e Hedemünden.
L'esercito della Germania era strettamente collegato a quello della Gallia Belgica. Sul suo suolo stazionava però una sola legione: la XIX, che era collegato alle vicine unità legionarie posizionate a Castra Vetera (attuale Xanten) la legio XVII ed a Colonia Claudia Ara Agrippinensium (attuale Colonia) la legio I Germanica.

### Costituzione della provincia diGermania(4-6)

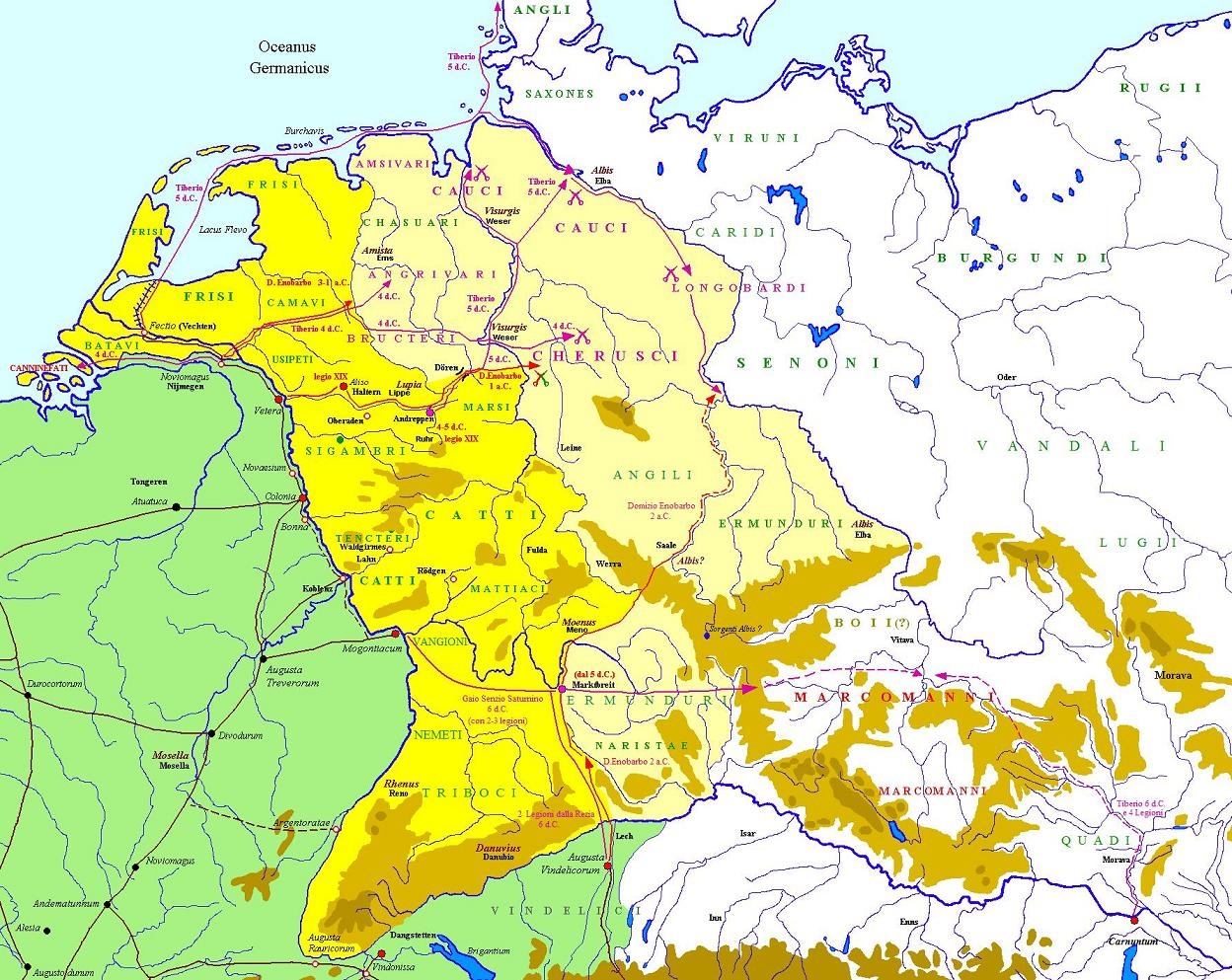
Le campagne germaniche di Domizio Enobarbo del (3-1 a.C.), di Tiberio e del suo legato, Gneo Senzio Saturnino, del 4-6, e la nuova provincia di Germania Magna.

La situazione non era cambiata di molto rispetto a dieci anni prima e l'obiettivo di poter portare i confini imperiali al fiume Elba sembrava lontano. Augusto, una volta richiamato Tiberio dall'esilio di Rodi, si adoperò perché il suo miglior generale continuasse l'opera, che lo stesso aveva lasciato in sospeso un decennio prima. Augusto riteneva ormai maturi i tempi per mutare l'assetto dei nuovi territori germanici appena conquistati, in nuova provincia di Roma.
Nel 4 Tiberio entrò in Germania e sottomise Canninefati, Cattuari e Bructeri; riacquistò inoltre al dominio di Roma i Cherusci (popolazione a cui apparteneva Arminio). Ma i piani strategici di Tiberio prevedevano di passare il fiume Visurgis (attuale Weser) e penetrare oltre. Velleio Patercolo ricorda che «si attribuì tutta la responsabilità di questa guerra tanto disagevole e pericolosa, mentre le operazioni di minor rischio furono affidate al suo legato, Senzio Saturnino». Sul finire dell'anno lasciò, infine, presso le sorgenti del fiume Lupia (attuale Lippe), un accampamento legionario invernale (si tratta forse del sito archeologico di Anreppen).
Nel 5 invase di nuovo la Germania, operando al di là del fiume Weser, in un'azione congiunta tra l'esercito terrestre e la flotta, la quale riusciva a risalire l'Elba, sottomettendo tutte le popolazioni ad occidente di questo fiume (dai Cauci, ai feroci Longobardi, fino agli Ermunduri), e costringendo quelle ad oriente a diventarne clienti (Semnoni, Cimbri e Charidi). Ecco come lo racconta Velleio Patercolo:
(Velleio Patercolo, Historiae Romanae ad M. Vinicium consulem libri duo, II, 106, 2.)

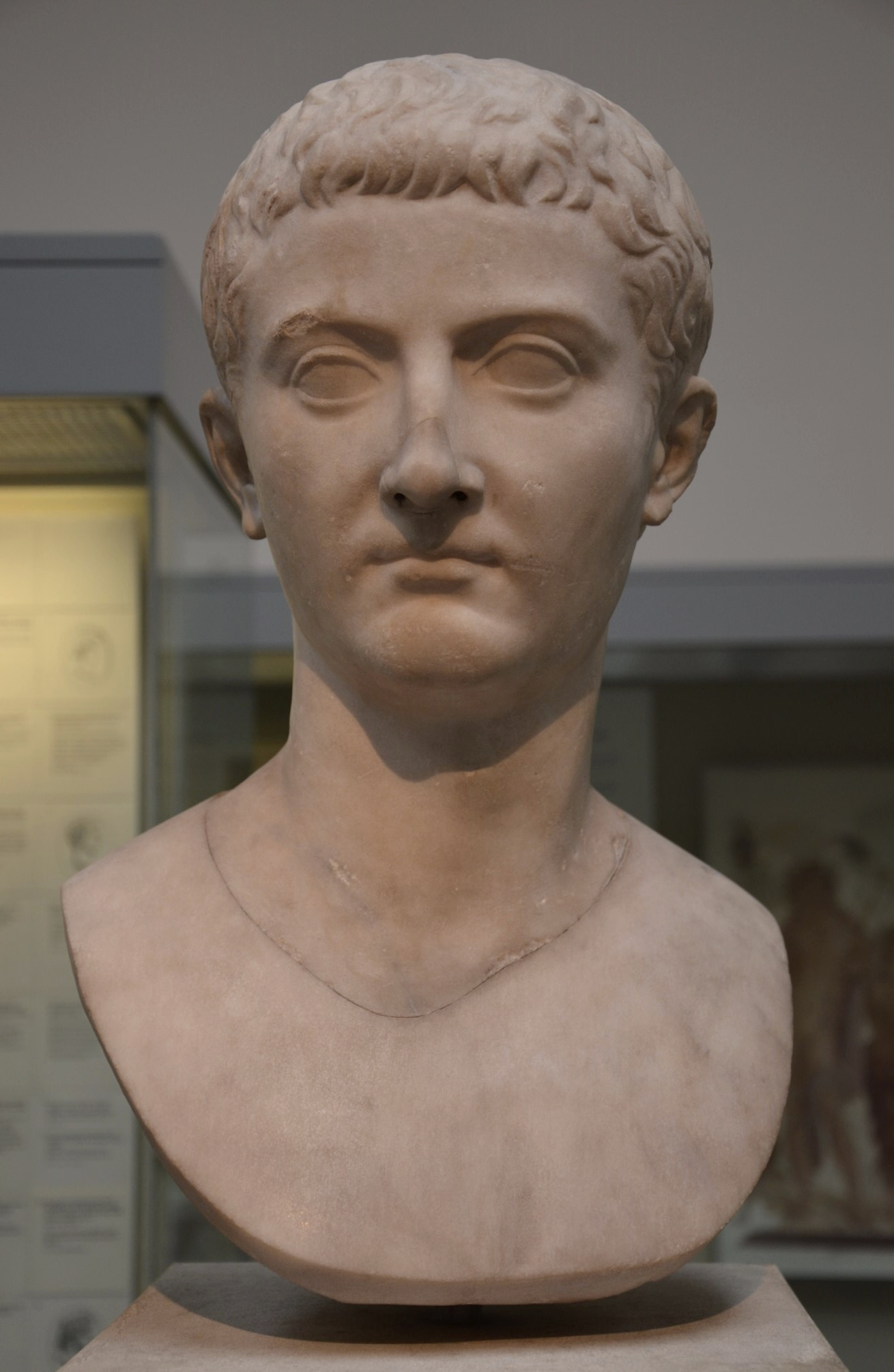
Busto del giovane generale e figliastro di Augusto, Tiberio (British Museum, databile al 4-14 d.C., proveniente dall'Italia romana).

La provincia che andava formandosi avrebbe dovuto comprendere al termine delle campagne del 4 e 5 tutti i territori compresi tra Reno ed Elba.
Occupata l'intera Germania settentrionale e centrale fino all'Elba, mancava soltanto la parte meridionale, ovvero la Boemia, per completare l'opera di conquista dell'intera area germanica. Era necessario, pertanto, annettere anche il potente regno dei Marcomanni di Maroboduo.  Tiberio aveva progettato tutto e nel 6 cominciava questa campagna che si riteneva sarebbe stata l'ultima.
Con una manovra "a tenaglia", Senzio Saturnino avrebbe dovuto muoversi da Moguntiacum (o dalla fortezza legionaria di Marktbreit, posizionata lungo il fiume Meno) con 2-3 legioni (si trattava forse delle legioni XVII, XVIII e XIX o XVI Gallica) che dovevano congiungersi all'esercito di Rezia (formato probabilmente dalla I Germanica e dalla V Alaudae).
Tiberio procedeva, invece, dal fronte sud-orientale, da Carnuntum sul Danubio, con altre 4-5 legioni (VIII Augusta dalla Pannonia, XV Apollinaris e XX Valeria Victrix dall'Illirico, XXI Rapax dalla Rezia, XIII Gemina, XIIII Gemina e dalla Germania Superior e un'unità sconosciuta), e doveva inoltrarsi prima in Moravia accompagnato anche dalla flotta (dove sono state trovate tracce di un accampamento legionario a Mušov) e poi nel cuore della Boemia, il centro del potere di Maroboduo. A cinque giorni prima di riunirsi, gli eserciti furono fermati dallo scoppio della rivolta in Pannonia e Dalmazia.

### L'abbandono della Germania
Con la sconfitta subita dall'Esercito Romano nel 9 ad opera di Arminio nell'agguato della selva di Teutoburgo, la nuova provincia andava definitivamente perduta.

### Germanico, Tiberio e l'onore di Roma (10-16)
| Tiberio: Sesterzio d'oricalco                                                                                    | Tiberio: Sesterzio d'oricalco |
| --- | --- |
| | |
| TI CAESAR AVGVSTI F(ilii) IMPERATOR VII, testa laureata di Tiberio verso destra;                                 | ROM ET AVG, altare delle tre Gallie a Lugdunum, decorato con una corona civica tra allori, fiancheggiato da nude figure maschili; a destra e sinistra, le Vittorie su delle colonne, una di fronte all'altra. |
| 24.95 gr, 12 h; zecca di Lugdunum; coniato nel 13 d.C., dopo una nuova serie di campagne in Germania di Tiberio. | |

Ora era necessaria però una reazione militare immediata e decisa da parte dell'impero romano. Non si doveva permettere al nemico germano di prendere coraggio e di invadere i territori della Gallia e magari dell'Italia stessa, mettendo a rischio non solo una provincia ma la stessa salvezza di Roma.
Tiberio dimostrò, ancora una volta, di essere quel generale geniale qual era. Era riuscito a frenare i propositi, da parte della genti germaniche vittoriose, di una nuova invasione. Negli anni che si susseguirono condusse gli eserciti ancora al di là del Reno per tre nuove campagne militari (dal 10/11 al 13) e non è possibile escludere che parte dei territori della provincia di Germania (acquisiti prima della disfatta di Varo), possa essere stato recuperato dalle armate romane (almeno i territori compresi tra i fiumi Reno e Weser lungo la Lippe, quelli lungo la costa del Mare del Nord e almeno quelli a sud del fiume Meno fino al Danubio):
(Velleio Patercolo, Historiae Romanae ad M. Vinicium consulem libri duo, II, 120, 1-2.)
(Velleio Patercolo, Historiae Romanae ad M. Vinicium consulem libri duo, II, 121.)
(Cassio Dione Cocceiano, Storia Romana, LVI, 25.)

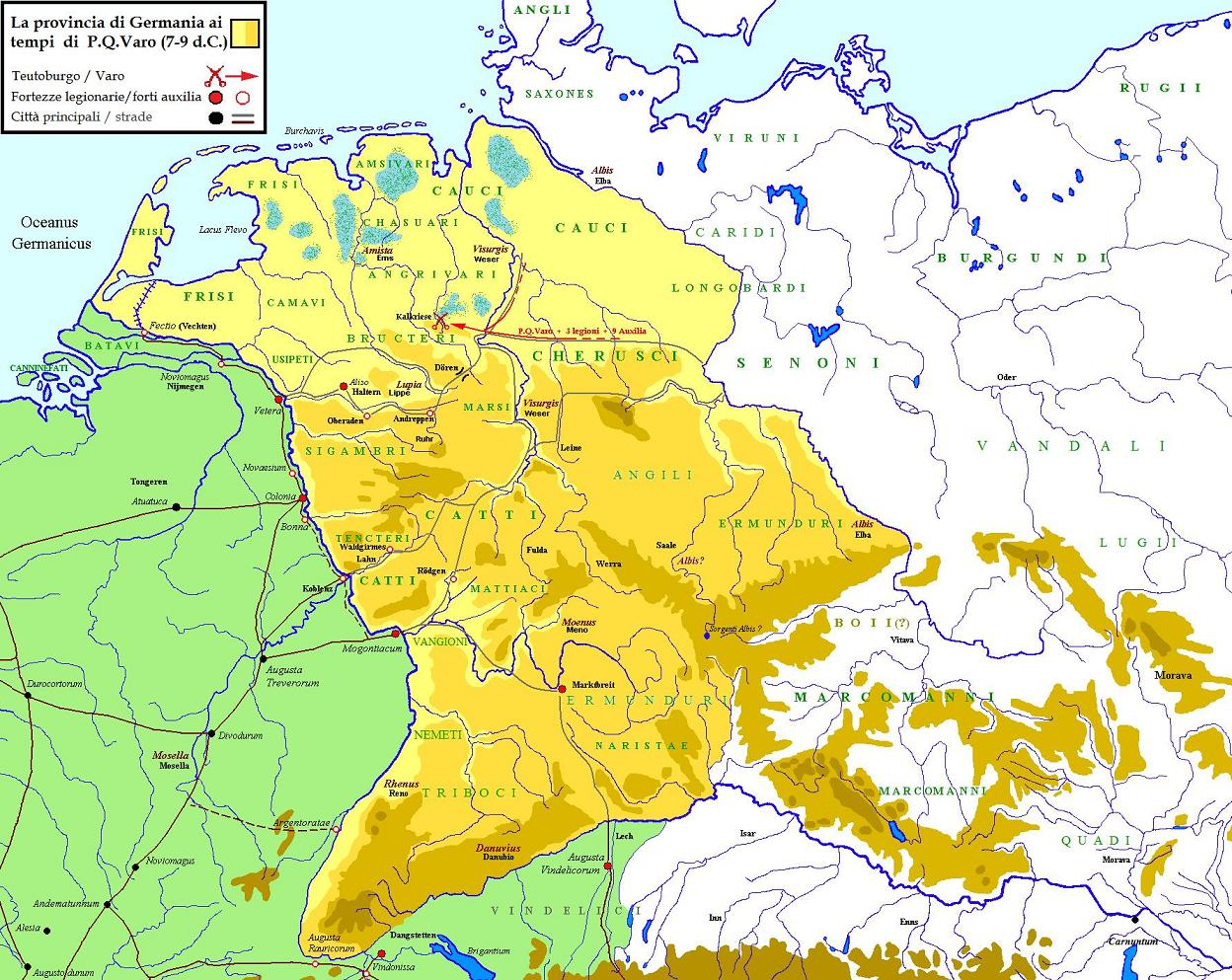
La provincia romana di Germania Magna prima della disfatta di Teutoburgo.

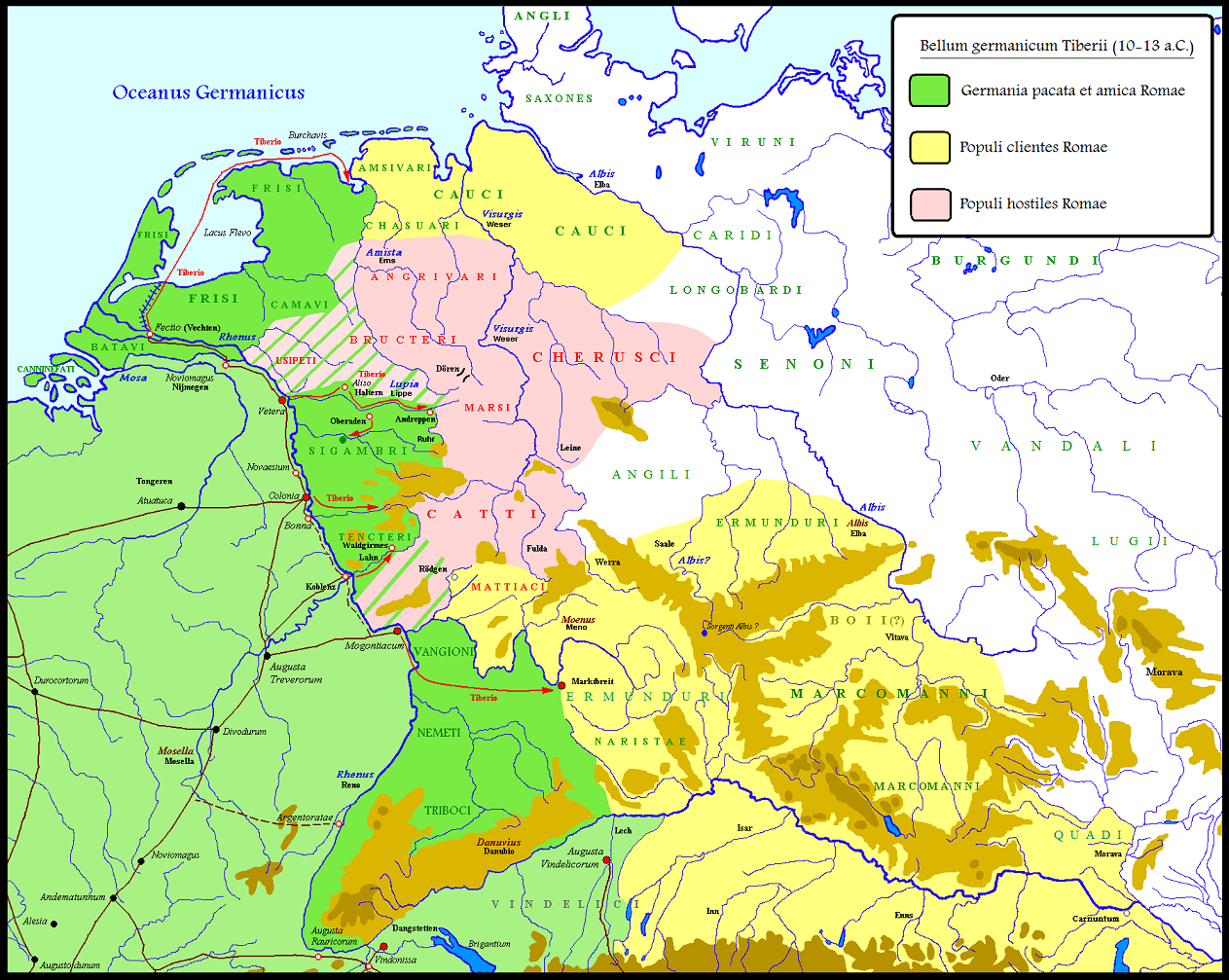
Campagne di Tiberio del 10/11-13 d.C. In rosa la coalizione germanica, anti-romana. In verde scuro, i territori mantenuti sotto il "diretto" controllo romano, in giallo quelli "clienti" (come i Marcomanni di Maroboduo).

Buona parte della zona tra il Reno e l'Elba era andata perduta (non sappiamo in quale misura) e neppure le azioni intraprese da Tiberio negli anni 10/11-13, poterono ripristinare quanto era stato così faticosamente conquistato in 20 anni di campagne militari precedenti. È però possibile che i territori tornati sotto il "diretto" controllo dell'Impero romano o forse "indiretto" come popoli "clienti", furono quelli compresi tra i fiumi Reno e Weser lungo la Lippe, quelli della costa del Mare del Nord e quelli a sud del fiume Meno, fino al Danubio. Rimanevano pertanto esclusi quelli delle popolazioni ribelli di Bructeri, Marsi e Cherusci, oltre a tutti quelli ad est del fiume Weser e forse di Catti, Tencteri e Sigambri.
Vi fu un nuovo tentativo pochi anni più tardi da parte del figlio di Druso, Germanico, più che altro volto a vendicare l'onore di Roma, ma nulla di più (nel 14-16). Tiberio, infatti, malgrado le aspettative del giovane generale, ritenne di rinunciare a nuovi piani di conquista di quei territori. Del resto il nipote, Germanico, non aveva raggiunto gli obiettivi militari auspicati, non essendo riuscito a battere in maniera risolutiva Arminio e la coalizione germanica da lui guidata. Il suo luogotenente, Aulo Cecina Severo per poco non cadeva in un'imboscata con 3-4 legioni, scampando a mala pena ad un nuovo e forse peggiore disastro di quello occorso a Quintilio Varo nella foresta di Teutoburgo. Ma soprattutto la Germania, terra selvaggia e primitiva, era un territorio inospitale, ricoperto da paludi e foreste, con limitate risorse naturali (a quel tempo conosciute) e, quindi, non particolarmente appetibile da un punto di vista economico.

### L'abbandono definitivo (16)
(Cornelio Tacito, Annali II, 26.)

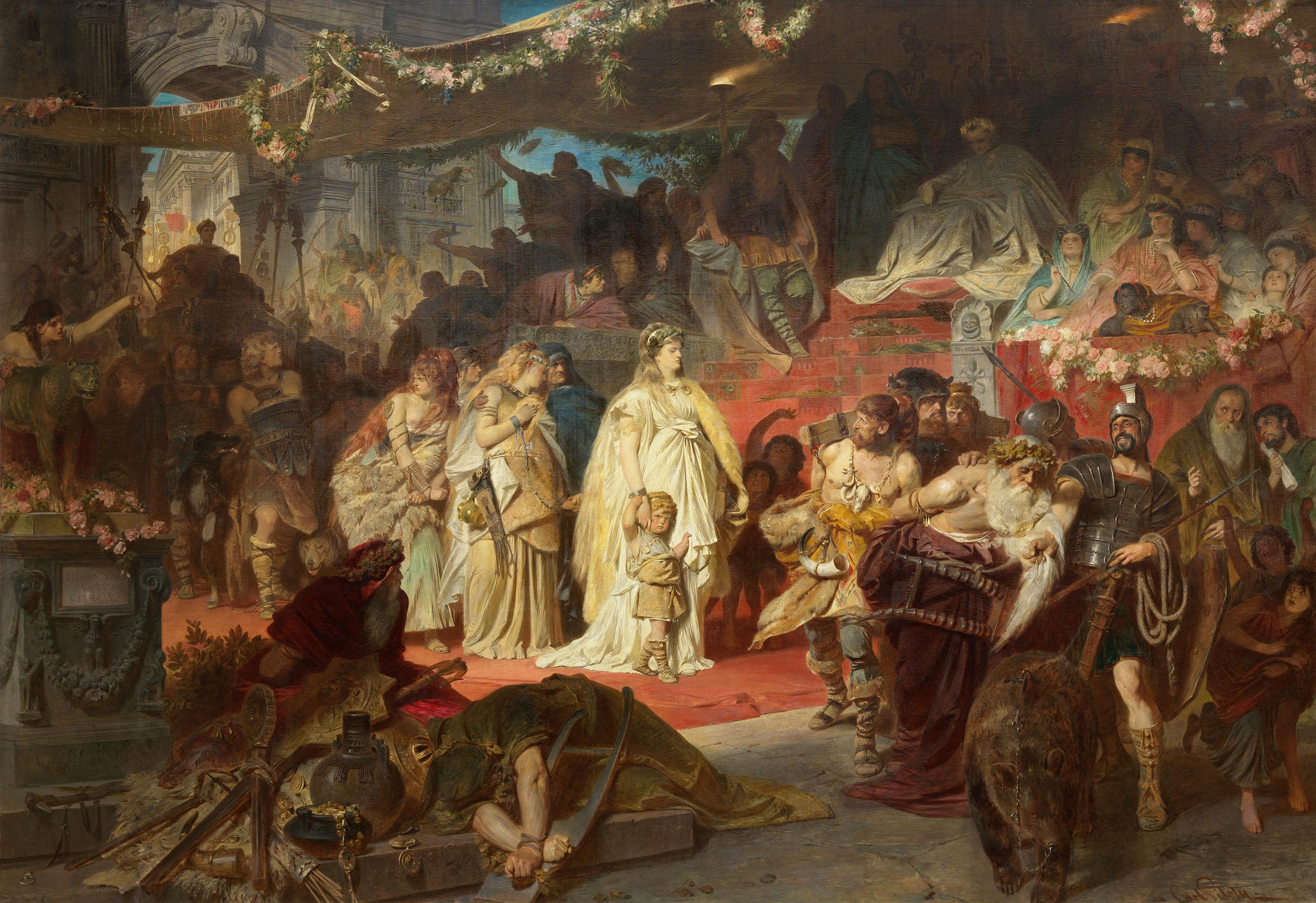
Tusnelda (al centro), moglie di Arminio, sfila con il figlio nel corteo trionfale di Germanico (in alto a sinistra), sotto gli occhi di Tiberio (in alto a destra), nella rappresentazione di Karl Theodor von Piloty del 1873, conservata presso la Alte Pinakothek di Monaco.

A Roma fu accolto con grande favore il seppellimento dei legionari morti nella disfatta di Varo, ma i recenti successi di Germanico avevano suscitato la diffidenza dello stesso imperatore, preoccupato della crescente popolarità del nipote, ora figlio adottivo ed imperatore designato, presso il popolo romano.
Tiberio, pur permettendogli la celebrazione del trionfo, lo aveva richiamato a sé non tanto per invidia, ma più per timore di un nuovo disastro in territori ostili e selvaggi come quelli della Germania, non reputando, inoltre, necessario inglobarne di nuovi, quando l'opera di romanizzazione in Europa era appena all'inizio.
Germanico, che non era dello stesso parere del princeps, la prese come una ripicca personale, dimenticando che lo stesso Augusto aveva ammonito di non oltrepassare i fiumi Reno e Danubio (a tal proposito si confronti l'opera delle Res gestae divi Augusti).

### I nuovi confini imperiali in Europa
Per quanto Germanico fosse rimasto turbato dal comportamento di Tiberio, ritenendo che le sue speranze di conquista fossero state frustrate da una decisione troppo affettata e non sufficientemente ponderata, i fatti davano ragione al princeps poiché:
- Germanico non aveva raggiunto gli obiettivi militari auspicati, non essendo riuscito a battere in maniera risolutiva Arminio e la coalizione germanica da lui guidata. Egli aveva ottenuto solo dei successi parziali.
- Il suo luogotenente, Aulo Cecina Severo per poco non cadeva in un'imboscata con 3-4 legioni, scampando a mala pena ad un nuovo e forse peggiore disastro di quello occorso a Quintilio Varo nella foresta di Teutoburgo.
- Tiberio si era sentito costretto ad assecondare i desideri del figlio adottivo, poiché Germanico era ossessionato dal voler emulare il proprio padre, Druso (fratello dello zio Tiberio), scomparso in Germania 25 anni prima.
- La Germania, terra selvaggia e primitiva, era un territorio inospitale, ricoperto da paludi e foreste, con limitate risorse naturali (a quel tempo conosciute) e, quindi, non particolarmente appetibile da un punto di vista economico.
- Augusto stesso, aveva consigliato nelle sue Res gestae divi Augusti di non spingere i domini romani oltre i fiumi Reno e Danubio.

Tiberio decise, pertanto, di sospendere ogni attività militare oltre il Reno, lasciando che fossero le stesse popolazioni germaniche a sbrigarsela, combattendosi tra loro. Egli strinse solo alleanze con alcuni popoli contro altri, in modo da mantenerli sempre in guerra tra di loro; evitando di dover intervenire direttamente, con grande rischio di incorrere in nuovi disastri come quello di Varo; ma soprattutto senza dover impiegare ingenti risorse militari ed economiche, per mantenere la pace entro i "possibili e nuovi" confini imperiali.

## Difesa ed esercito
L'occupazione della Germania fu graduale, seguendo linee di penetrazione che dal fiume Reno percorrevano alcuni dei suoi affluenti come il Lippe, il Meno ed il Lahn, per raggiungere l'Elba. Numerosi sono infatti i siti militari che ne documentano questa occupazione.
| Nome             | Località moderna                                         | Inizio periodo            | Fine periodo                  | Scoperto                                         | Tipologia                                                               | Commento                                | Foto/mappa |
| ---------------- | -------------------------------------------------------- | ------------------------- | ----------------------------- | ------------------------------------------------ | ----------------------------------------------------------------------- | --------------------------------------- | ---------- |
| Anreppen         | Delbrück                                                 | dal 5/6 d.C.              | al 9 d.C.                     | 1968                                             | Campo legionario                                                        | Lungo il Lippe                          |            |
| Beckinghausen    | Lünen                                                    | dal 1?                    | al 9 d.C.                     | 1906                                             | Forte / centro di commercio / porto sul fiume                           | Lungo il Lippe                          |            |
| Bentumersiel     | Landkreis Leer                                           | dal 12 a.C.?              | al 16                         | 1928                                             | Campo di marcia                                                         | Vicino a foce dell'Ems                  |            |
| Haltern (Aliso?) | Haltern am See                                           | dal 12 a.C.?              | al 9 d.C.                     | 1816                                             | Accampamenti vari: di coorti e legionari                                | Lungo il fiume Lippe                    |            |
| Hedemünden       | Hann. Münden                                             | dall'11-9 a.C.            | 8 a.C.-7 a.C.                 | 1998                                             |                                                                         | lungo il fiume Werra                    |            |
| Holsterhausen    | Dorsten                                                  |                           |                               | 1952                                             | Campo di marcia                                                         | Lungo il Lippe                          |            |
| Kneblinghausen   | Rüthen (quartiere di Kneblinghausen)                     | età augustea? dall'83     | all'85?                       | 1901                                             |                                                                         | lungo il fiume Möhne                    |            |
| Limburg          | Limburgo sulla Lahn                                      | età augustea dall'11 a.C. | all'8 a.C.?                   | dal 2012                                         | Forte romano di 14 ettari per 2.500/3.000 soldati                       | lungo il fiume Lahn                     |            |
| Marktbreit       | Marktbreit                                               | 5/6 d.C.                  | fino al 9 d.C.                | 1985                                             | Campo legionario doppio                                                 | Lungo il fiume Meno                     |            |
| Mušov            | Mušov in Moravia                                         | 6 d.C.                    |                               | 1926                                             | Campo legionario per 4 legioni                                          | A nord di Carnuntum                     |            |
| Oberaden         | Bergkamen                                                | dall'11 a.C.              | all'8-7 a.C.                  | 1905                                             | Campo legionario                                                        | Lungo il Lippe                          |            |
| Oberbrechen      | Oberbrechen (circondario di Limburg-Weilburg)            | 10 a.C./9 a.C.            | 9 d.C.                        | 1999-2001 e poi nel 2010                         | Forte romano di 2,8 ettari per 800 soldati                              | Zona Assia                              |            |
| Olfen            | Olfen                                                    | dall'11 a.C.              | al 7 a.C.                     | 2011                                             | Accampamento di 250 x 230 metri per 1.000 legionari                     | Lungo il fiume Lippe                    |            |
| Porta Westfalica | loc. Barkhausen, quartiere dell'attuale Porta Westfalica |                           |                               | 2008                                             | campo di marcia o semi-permanente                                       | Lungo il Weser, 100 km est di Kalkriese |            |
| Rödgen           | Bad Nauheim                                              | 10 a.C./9 a.C.            | 9 d.C.                        | 1960-1966                                        | Forte romano di 3,3 ettari per 1.000 soldati                            | Zona Assia                              |            |
| Waldgirmes       | Waldgirmes e Lahnau-Dorlar                               | dal 4 a.C.                | al 9 d.C. e poi ancora nel 16 | 1990-1997                                        | Forte romano e poi centro civile romano-germanico                       | Lungo il fiume Lahn in Assia            |            |
| Wilkenburg       | Wilkenburg                                               | dal 4-5 d.C.              | al 9 d.C.                     | 1992 (indagine aerea) 2015 indagine archeologica | Campo di marcia per 20.000 soldati, utilizzato probabilmente da Tiberio | Regione di Hannover                     |            |

A questi siti archeologici andrebbero aggiunti sia quello dove avvenne il massacro delle legioni Varo nella foresta di Teutoburgo, localizzato presso la moderna Kalkriese (a partire dal 1987), sia i cosiddetti pontes longi costruiti dalle armate romane tra l'Ems ed il Reno.
Vi sarebbero, infine, da aggiungere tutti i castra militari legionari e ausiliari lungo il fiume Reno delle future province di Germania inferiore (Fectio, Noviomagus Batavorum, Castra Vetera, Bonna, Colonia Agrippina e Novaesium) e superiore (Mogontiacum e Argentoratae), oltre a quelli della Rezia (come Dangstetten ed Augusta Vindelicorum).

## Geografia politica e economica
Per approfondire sull'area germanica prima e durante la conquista romana: